# لغة يوربا
لغة يُورُبا هي لغة تستخدم جنوب الصحراء الكبرى. تعد اللغة الأم بالنسبة لشعب يوربا، وهي لغة رسمية في نيجيريا. تستخدم في نيجيريا، وبنين، وتوغو، وسيراليون. كما تستخدمها بعض الجاليات في البرازيل، المعروفين هناك باسم "Lukumi"، وفي كوبا (من قبل جالية "Nago"). تعتبر اللغة من اللغات البنوية الكونغولية المتفرعة من العائلة اللغوية النيجيرية الكونغولية. يستخدمها اليوم أكثر من 20 مليون شخص. وهي لغة نغمية.

## حروف لغة يوربا
a b d e ẹ f g gb i j k l m n o ọ p r s ṣ t u w y

## وصلات خارجية
- جمبا، مشهود محمود. في نظرية التطور وثنائية أصول ألفاظ اللغة: دراسة مقارنة بين العربية واليوربوية.
- أبمبولا، عبد الغني. دراسة تحليلية وبلاغية للرواية اليورباوية.
- قاموس للغة يوروبا